# この愛を捧げて
「この愛を捧げて」（このあいをささげて・DEDICATE MY LOVE）は、2009年12月16日にリリースされたTHE ALFEE59枚目のシングル。

## 概要
アニメ映画『宇宙戦艦ヤマト 復活篇』のエンディングテーマ曲。
前作同様カップリング曲が異なる3種同時発売となった。
各種カップリング曲は、テレビアニメ『宇宙戦艦ヤマト』シリーズ・オープニング・テーマ（作詞：阿久悠、作曲・編曲：宮川泰、唄：ささきいさお）のカヴァー作、「Shining Run〜輝く道に向かって〜」（『2009大阪国際女子マラソン』テーマソング）が収録（後述）。
同日、『宇宙戦艦ヤマト 復活篇 オリジナルサウンドトラック』が発売。「宇宙戦艦ヤマト2009」、「この愛を捧げて」のSymphonic VersionおよびShort Versionがメドレー形式で収録されている。
所属レコード会社の公式HPや『宇宙戦艦ヤマト　復活篇』パンフレットによれば、高見沢がライブで沢田研二の「ヤマトより愛をこめて」（映画『さらば宇宙戦艦ヤマト 愛の戦士たち』エンディングテーマ）を歌ったことがあるほどの大のヤマトシリーズファンであること、2009年がヤマトシリーズ第1作のテレビアニメ放映開始とTHE ALFEEがメジャーデビューから共に35周年を迎えることで、監督・総指揮を務める西崎義展と会った際に意気投合した経緯から本作発売が実現したという。
かつてTHE ALFEEがデビュー間もない頃、あるスポーツ新聞の映画関連のコーナーで西崎にインタビューをした縁から、エンディングテーマ曲依頼だけに留まらず、前出のヤマトシリーズのオープニング主題歌のカヴァーも決まったという。
2009年はデビュー35周年を記念して、既にシングルが2枚発売されていた。シングルを1年に3枚発売するのは1994年（デビュー20周年の年）以来15年振りであった。一方、翌2010年はシングル発売が無かったため、1998年移籍以降11年連続シングル発売が本作で途切れることになった。
タイトルに「愛」がついたシングル曲は1994年の「COMPLEX BLUE -愛だけ哀しすぎて-」以来15年振りであった。

## 収録曲
各盤、1曲目は表題曲「この愛を捧げて」（作詞・作曲：高見沢俊彦、編曲：THE ALFEE）で、3曲目は表題曲Instrumentalが収録されている。当項は2曲目収録カップリング曲のみ詳細を記述する。

### TOCT-40281盤
- ジャケットは、アクエリアスから伸びた水柱の成れの果ての氷塊から発進するヤマトの映像が使われている[1]。

収録カップリング曲
- 宇宙戦艦ヤマト 2009 with Symphonic Orchestra - 映画本編において、復活したヤマトが発進するシーンで使用された楽曲である。生のフルオーケストラによる伴奏が付いている。

### TOCT-40282盤
- ジャケットは、バックに地球が写ったヤマト第1艦橋で、『宇宙戦艦ヤマト復活篇』登場キャラクター（古代進、佐渡酒造、アナライザー、上条了、小林淳、折原真帆）とTHE ALFEE3人が敬礼（直立して右腕の拳を握り、腕を胸の前に水平に伸ばす）をしているイラストが使われている[2]。イラストは同作のキャラクターデザイン・総作画監督を担当した湖川友謙によるもの[3]。

収録カップリング曲
- 宇宙戦艦ヤマト 2009 Rock Ver - オーケストラの伴奏は打ち込みにより再現してあり、よりバンド色の強いアレンジとなっている。

### TOCT-40283盤
- ジャケットは、地球を旅立つヤマトをバックに、THE ALFEEの3人（こちらは実写の写真である）が並んでいる（各々が向いている方向が異なる）画像が使われている[4]。

収録カップリング曲
- Shining Run〜輝く道に向かって〜 - 『2009大阪国際女子マラソン』テーマソング